# Tiirosaari (ö i Norra Österbotten, Oulunkaari, lat 65,26, long 27,87)
Tiirosaari är en ö i Finland. Den ligger i sjön Kosamonjärvi och i kommunen Pudasjärvi i den ekonomiska regionen  Oulunkaari  och landskapet Norra Österbotten, i den centrala delen av landet, 600 km norr om huvudstaden Helsingfors. Öns area är 0,1 hektar och dess största längd är 70 meter i öst-västlig riktning.